# Ancistrocerus burensis
Ancistrocerus burensis är en stekelart som beskrevs av Giordani Soika. Ancistrocerus burensis ingår i släktet murargetingar, och familjen Eumenidae. Inga underarter finns listade i Catalogue of Life.